# Нощта на живите мъртви (филм, 1990)
„Нощта на живите мъртви“ (на английски: Night of the Living Dead) е американски филм на ужасите от 1990 г. Римейк е на класическия филм от 1968 г.

## Сюжет
Внимание:  Текстът по-долу разкрива сюжета на произведението (или части от него)!
Седемина непознати са затворени във ферма от събудили се зомбита, вследствие на космически радиоактивни материали.

## Актьорски състав
- Тони Тод – Бен
- Патриша Толман – Барбара
- Том Таулъс – Хари Купър
- Маккий Андерсън – Елън Купър
- Хедър Мазур – Сара Купър
- Уилям Бътлър – Том
- Кейти Финерън – Джуди Роуз